# Tony Palermo
Anthony "Tony" Joseph Palermo (nascido em 22 de novembro de 1969, Salinas, California), é um baterista dos Estados Unidos. Entrou para a banda Papa Roach em 2007, substituindo o ex baterista Dave Buckner.